# Wierzchowina (województwo lubelskie)
Wierzchowina – wieś w Polsce położona w województwie lubelskim, w powiecie krasnostawskim, w gminie Żółkiewka.
W latach 1975–1998 miejscowość należała administracyjnie do województwa zamojskiego.
Wieś stanowi sołectwo gminy Żółkiewka. Według Narodowego Spisu Powszechnego (III 2011 r.) wieś liczyła 419 mieszkańców.

## Części wsi
| SIMC    | Nazwa    | Rodzaj  |
| ------- | -------- | ------- |
| 0907450 | Borowina | kolonia |

## Historia
Wieś notowana w początkach XIV wieku jako Wierzchlaniowa (rok 1305), następnie jako Vyrzchowyna w 1505 roku i Wierzchovina w 1607.
Wierzchowina, wieś, folwark i dobra u źródeł rzki Lentowni alias Łętowni (dopływ Wieprza) w powiecie krasnostawskim ówczesnej gminie Żółkiewka, parafii Chłaniów, odległe 28 wiorst od Krasnegostawu posiadały w roku 1890 ma 61 domów i 601 mieszkańców wyznania rzymskokatolickiego. Ludność trudni się rolnictwem we wsi kowal, stolarz, bednarz, tkacz.
Według spisu z roku 1827 było tu 59 domów i 311 mieszkańców. Wieś ta jest miejscem urodzenia Antoniego Wieniarskiego  (ur. 21 stycznia 1823), autora wielu obrazków z życia ludu miejskiego i wiejskiego.
Podobno (jak podaje Słownik z roku 1893) pierwotna nazwa brzmiała „Wierzehlaniowa”, jak ma o tym świadczyć akt erekcji parafii Chłaniów z roku 1305 oraz inne późniejsze akty kościelne i sądowe. W ostatnich czasach właściciel dóbr Wierzchowina Koszarski na obszarze po wyciętym lesie założył folwark Koszarsko (w r. 1882) i oddzielił z dóbr osobny folwark Borowiny.
Dobra Wierzchowina składały się w r. 1890 z folwarków: Wierzchowina i Koszarsko, nomenklatur Borowina i Wąż, rozległość dominalna mórg 1823, a w tym: folwark Wierzchowina gruntów ornych i ogrodów 804 mórg, łąk mórg 72, lasu mórg 320, nieużytków mórg 27; budynków murowanych 4, drew. 18; płodozm. 7. polowy. Folwark Koszarsko gruntów ornych i ogrodów mórg 459, lasu mórg 128, nieużytków mórg 13; budynków drewnianych 3; lasy urządzone; młyn wodny. Wieś Wierzchowina osad 57, mórg 771 i Wieś Majdan Wierzchowiński osad 14, mórg 152.